# Ian Wachtmeister
Ian Melker Shering Wachtmeister af Johannishus (ur. 24 grudnia 1932 w Nääs w regionie Södermanland, zm. 11 listopada 2017 w Sztokholmie) – szwedzki przemysłowiec, publicysta i polityk, hrabia, deputowany do Riksdagu oraz lider Nowej Demokracji (1991–1994).

## Życiorys
Z wykształcenia inżynier górnictwa, w 1957 ukończył studia w Królewskim Instytucie Technicznym. Krótko pracował na tej uczelni, po czym przeszedł do pracy w sektorze przemysłowym. Był m.in. dyrektorem generalnym przedsiębiorstw Oxelösunds Järnverk (1970–1978) oraz Gränges Aluminium (1978–1983). W 1983 został współzałożycielem i głównym udziałowcem koncernu The Empire.
Autor satyrycznych publikacji Ankdammen (1988) i Elefanterna (1990). W 1991 należał do założycieli prawicowej partii Nowa Demokracja, od tegoż roku do 1994 stał na czele tego ugrupowania. Również w latach 1991–1994 z ramienia tej formacji sprawował mandat posła do Riksdagu. W późniejszych latach wspierał kampanię wyborczą Alfa Svenssona z Chrześcijańskich Demokratów, a także doradzał liderowi Szwedzkich Demokratów Jimmiemu Åkessonowi.